# Верхнее Заполье (Архангельская область)
Верхнее Заполье — деревня в Холмогорском районе Архангельской области России.

## География
Находится в центральной части Архангельской области на расстоянии приблизительно 4 км на север-северо-восток от села Емецк на левобережье реки Емца.

## История
В 1939 году была отмечена как деревня Прилуцкого сельсовета Емецкого района. До 2022 года входила в Емецкое сельское поселение до его упразднения.

## Население
Численность населения: 13 человек (русские 100 %) в 2002 году, 3 в 2010.